# Massimiliano Giuseppe in Baviera
Massimiliano Giuseppe in Baviera (Bamberga, 4 dicembre 1808 – Monaco di Baviera, 15 novembre 1888) è stato un nobile tedesco, Duca in Baviera e capo del casato dal 1837 al 1888. Tra i suoi figli si ricordano soprattutto l'imperatrice Elisabetta d'Austria, nota col soprannome Sissi, e la regina Maria Sofia delle Due Sicilie.

## Biografia

### Infanzia

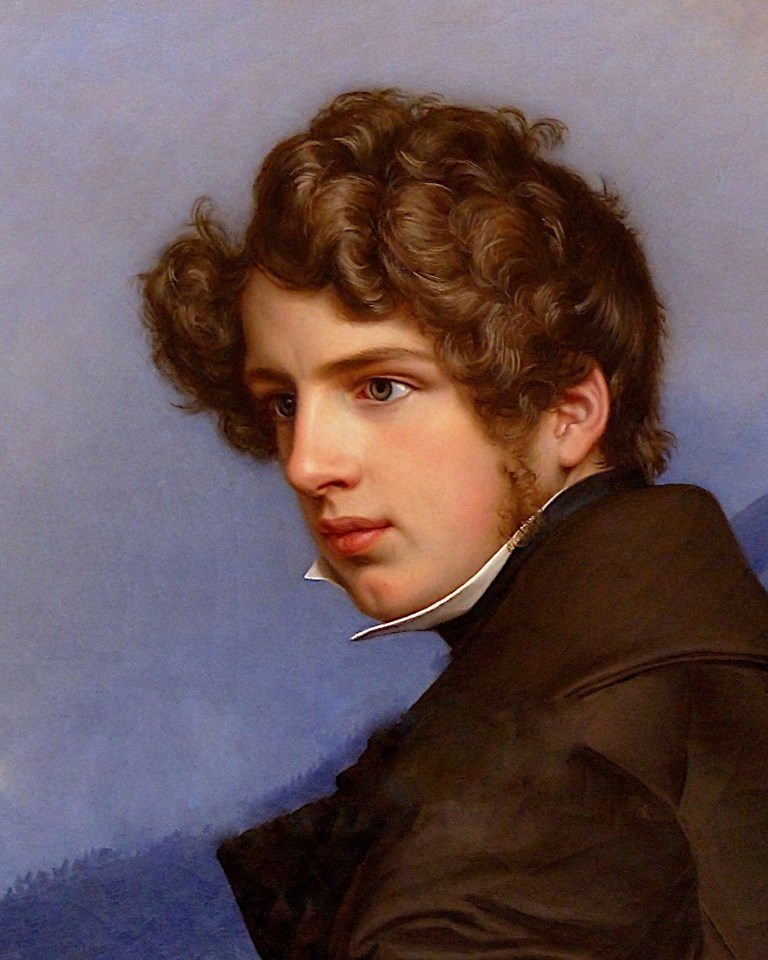
Massimiliano in giovane età

Membro di un ramo collaterale del casato dei Wittelsbach, nacque a Bamberga come unico figlio del duca Pio Augusto in Baviera e di sua moglie, la principessa Amalia Luisa di Arenberg. 

### Matrimonio

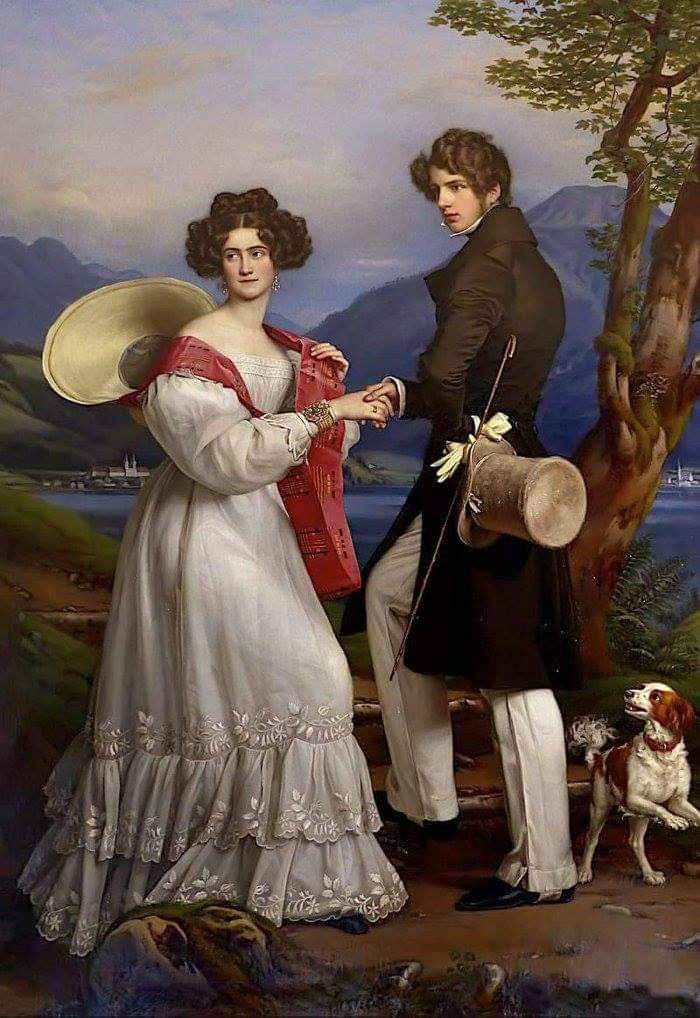
Massimiliano e Ludovica di Baviera

Si imparentò ancor più alla Casa reale bavarese quando, il 9 settembre 1828, sposò la principessa Ludovica di Baviera, l'ultimogenita del re Massimiliano I di Baviera (dalla quale ebbe dieci figli, tra cui Elisabetta, che diverrà imperatrice d'Austria e nel 1867 anche regina d'Ungheria, e Maria Sofia, più tardi regina delle Due Sicilie). Nel 1834 acquistò il castello di Possenhofen sul Lago di Starnberg, che divenne la sua principale residenza per il resto della vita.

### Viaggio in Medio Oriente

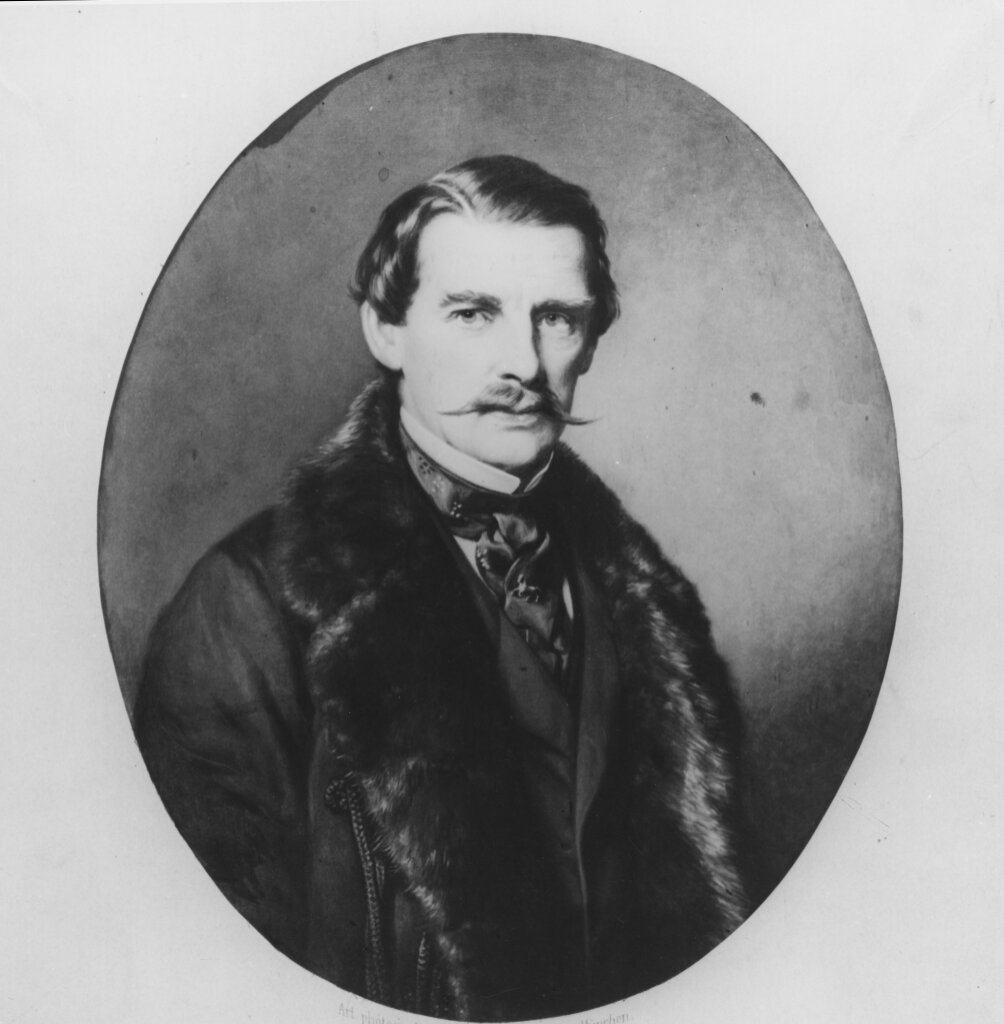
Massimiliano in abito da viaggio

Nel 1838 Massimiliano Giuseppe viaggiò tra l'Egitto e la Palestina, esperienza in seguito al quale trasse ispirazione per il resoconto Wanderung nach dem Orient im Jahre 1838. Mentre scalava la Grande Piramide compose uno jodel per i suoi domestici come se stesse scalando le Alpi. Raccolse un certo numero di antichità che portò in Baviera e che espose nella casa di suo padre, a Kloster Banz; queste antichità possono essere visitate ancora oggi. Tra gli elementi ci sono la mummia di una giovane donna, tre teste di mummie, mummie di alcuni animali, sarcofagi, diverse pietre provenienti da tombe e templi (di cui una dal Tempio di Dendur). Comprò anche alcuni bambini al mercato degli schiavi del Cairo, per poi liberarli. Quando si recò a Gerusalemme, pagò affinché venisse restaurata la Cappella della Flagellazione sulla Via Dolorosa.

### Musica folk

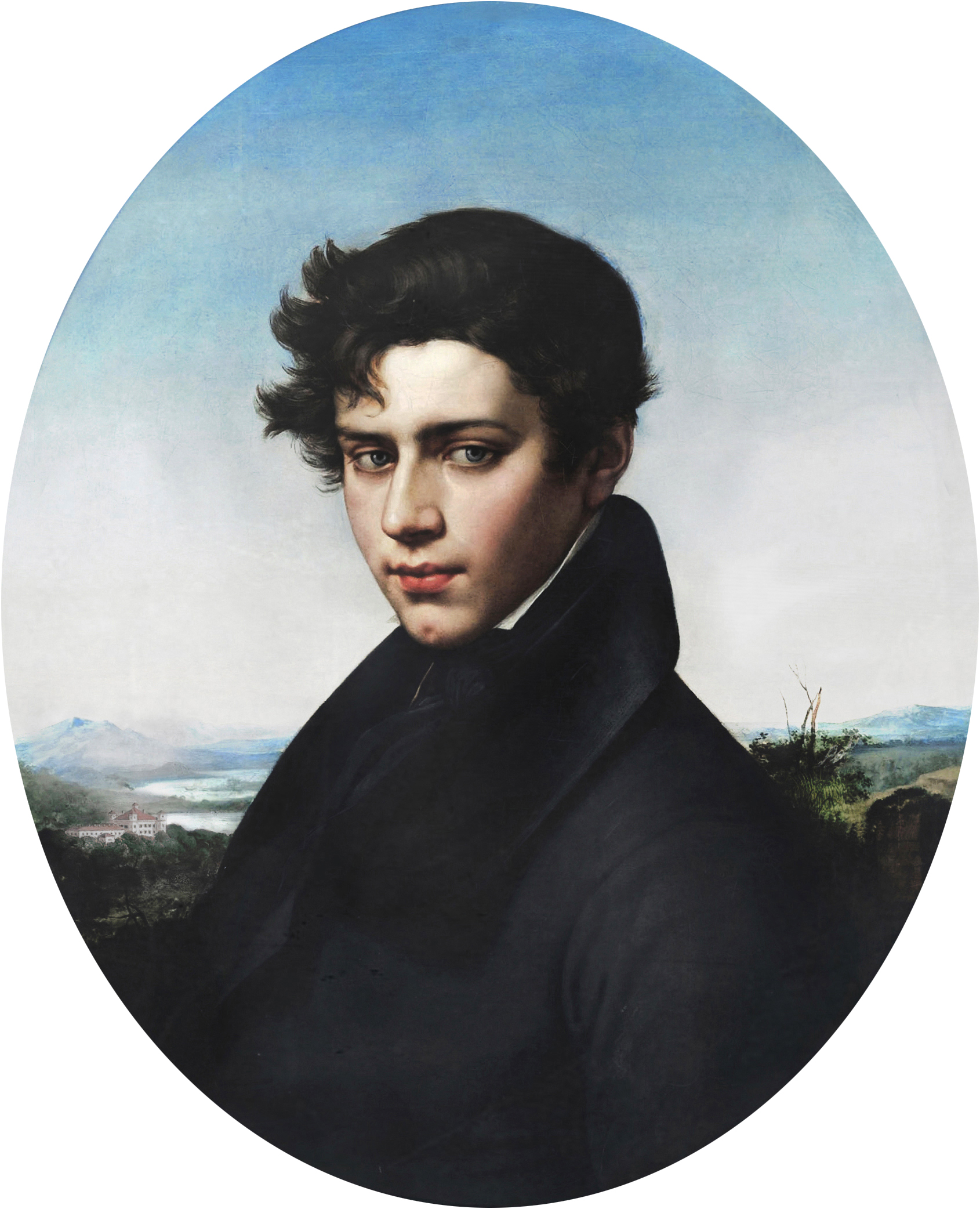
Massimiliano fu un accanito promotore della musica folk

Fu appassionato e incentivatore della musica popolare bavarese. Era un valido suonatore e compositore di cetra, strumento fino a quel momento considerato plebeo e di cui favorì l'introduzione a corte. Ciò gli valse il soprannome di Zither-Maxl (Max della cetra). Il virtuoso dello strumento Johann Petzmayer fu suo insegnante e protetto. In seguito al loro operato, la cetra divenne praticamente strumento nazionale bavarese. Massimiliano Giuseppe morì a Monaco di Baviera, è sepolto insieme a sua moglie nella cripta di famiglia nel castello di Tegernsee.

### Nella cultura di massa

#### Cinema, teatro e televisione
La fama postuma di Massimiliano Giuseppe è legata nella cultura di massa a quella della figlia Sissi. Nei tre film girati negli anni cinquanta da Ernst Marischka, il suo ruolo venne interpretato dall'attore Gustav Knuth:
- La principessa Sissi (Sissi, 1955)
- Sissi - La giovane imperatrice (Sissi - Die junge Kaiserin, 1956)
- Sissi - Destino di un'imperatrice (Sissi - Schicksalsjahre einer Kaiserin, 1957)

Di seguito la lista completa delle rappresentazioni di Massimiliano Giuseppe nei media:
- Desiderio di re (The King Steps Out), regia di Josef von Sternberg (1936) - interpretato da Walter Connolly
- Sissi, serie televisiva (2009) - interpretato da Herbert Knaup
- Sissi, serie televisiva (2021) - interpretato da Marcus Grüsser
- L'imperatrice, serie televisiva (2022-2024) - interpretato da Andreas Döhler

## Discendenza
Massimiliano Giuseppe e Ludovica ebbero dieci figli:
- Ludovico (1831-1920), che sposò Henriette Mendel, poi baronessa di Wallersee, e in seconde nozze l'attrice Antonie Barth;
- Guglielmo Carlo, duca in Baviera (24 dicembre 1832 - 13 febbraio 1833);
- Elena (1834-1890), che sposò Massimiliano Antonio, principe ereditario di Thurn und Taxis;
- Elisabetta (1837-1898), che sposò Francesco Giuseppe I d'Asburgo-Lorena, imperatore d'Austria e re d'Ungheria;
- Carlo Teodoro (1839-1909) che sposò in prime nozze la principessa Sofia di Sassonia, poi l'infanta Maria José di Braganza;
- Maria Sofia (1841-1925), che sposò Francesco II, re delle Due Sicilie;
- Matilde (1843-1925), che sposò il principe Luigi delle Due Sicilie, conte di Trani;
- Massimiliano (8 dicembre 1845);
- Sofia Carlotta (1847-1897), che sposò il principe Ferdinando d'Orléans, duca d'Alencon;
- Massimiliano Emanuele (1849-1893), che sposò la principessa Amalia di Sassonia-Coburgo-Kohary.

## Titoli e trattamento
- 4 dicembre 1808 – 15 novembre 1888: Sua Altezza Reale, il duca Massimiliano Giuseppe in Baviera

## Ascendenza
|                                      |                                 |                                                            | Genitori                                        |  |  | Nonni |  |  | Bisnonni                          |  |  | Trisnonni                                           |  |
|                                      |                                 |                                                            |                                                 |  |  |       |  |  | Giovanni di Birkenfeld-Gelnhausen |  |  | Giovanni Carlo del Palatinato-Birkenfeld-Gelnhausen |  |
|                                      |                                 |                                                            |                                                 |  |  |       |  |  | Giovanni di Birkenfeld-Gelnhausen |  |  | Giovanni Carlo del Palatinato-Birkenfeld-Gelnhausen |  |
|                                      |                                 | Esther Maria di Witzleben-Elgersburg                       |                                                 |  |  |       |  |  | Giovanni di Birkenfeld-Gelnhausen |  |  |                                                     |  |
| Guglielmo in Baviera                 |                                 |                                                            |                                                 |  |  |       |  |  | Giovanni di Birkenfeld-Gelnhausen |  |  |                                                     |  |
|                                      |                                 | Sofia Carlotta di Salm-Dhaun                               | Carlo di Salm-Dhaun                             |  |  |       |  |  |                                   |  |  |                                                     |  |
|                                      |                                 | Sofia Carlotta di Salm-Dhaun                               | Carlo di Salm-Dhaun                             |  |  |       |  |  |                                   |  |  |                                                     |  |
|                                      |                                 | Sofia Carlotta di Salm-Dhaun                               | …                                               |  |  |       |  |  |                                   |  |  |                                                     |  |
| Pio Augusto in Baviera               |                                 | Sofia Carlotta di Salm-Dhaun                               |                                                 |  |  |       |  |  |                                   |  |  |                                                     |  |
|                                      |                                 | Federico Michele di Zweibrücken-Birkenfeld                 | Cristiano III del Palatinato-Zweibrücken        |  |  |       |  |  |                                   |  |  |                                                     |  |
|                                      |                                 | Federico Michele di Zweibrücken-Birkenfeld                 | Cristiano III del Palatinato-Zweibrücken        |  |  |       |  |  |                                   |  |  |                                                     |  |
|                                      |                                 | Federico Michele di Zweibrücken-Birkenfeld                 | Carolina di Nassau-Saarbrücken                  |  |  |       |  |  |                                   |  |  |                                                     |  |
| Maria Anna di Zweibrücken-Birkenfeld |                                 | Federico Michele di Zweibrücken-Birkenfeld                 |                                                 |  |  |       |  |  |                                   |  |  |                                                     |  |
|                                      |                                 | Maria Francesca del Palatinato-Sulzbach                    | Giuseppe Carlo del Palatinato-Sulzbach          |  |  |       |  |  |                                   |  |  |                                                     |  |
|                                      |                                 | Maria Francesca del Palatinato-Sulzbach                    | Giuseppe Carlo del Palatinato-Sulzbach          |  |  |       |  |  |                                   |  |  |                                                     |  |
|                                      |                                 | Maria Francesca del Palatinato-Sulzbach                    | Elisabetta Augusta Sofia del Palatinato-Neuburg |  |  |       |  |  |                                   |  |  |                                                     |  |
| Massimiliano Giuseppe in Baviera     |                                 | Maria Francesca del Palatinato-Sulzbach                    |                                                 |  |  |       |  |  |                                   |  |  |                                                     |  |
|                                      | Carlo Maria Raimondo d'Arenberg | Leopoldo Federico d'Arenberg                               |                                                 |  |  |       |  |  |                                   |  |  |                                                     |  |
|                                      | Carlo Maria Raimondo d'Arenberg | Leopoldo Federico d'Arenberg                               |                                                 |  |  |       |  |  |                                   |  |  |                                                     |  |
|                                      | Carlo Maria Raimondo d'Arenberg | Maria Francesca Pignatelli                                 |                                                 |  |  |       |  |  |                                   |  |  |                                                     |  |
| Luigi Maria di Arenberg              | Carlo Maria Raimondo d'Arenberg |                                                            |                                                 |  |  |       |  |  |                                   |  |  |                                                     |  |
|                                      |                                 | Louise Margarete de la Marck-Schleiden, Contessa di Vardes | …                                               |  |  |       |  |  |                                   |  |  |                                                     |  |
|                                      |                                 | Louise Margarete de la Marck-Schleiden, Contessa di Vardes | …                                               |  |  |       |  |  |                                   |  |  |                                                     |  |
|                                      |                                 | Louise Margarete de la Marck-Schleiden, Contessa di Vardes | …                                               |  |  |       |  |  |                                   |  |  |                                                     |  |
| Amalia Luisa di Arenberg             |                                 | Louise Margarete de la Marck-Schleiden, Contessa di Vardes |                                                 |  |  |       |  |  |                                   |  |  |                                                     |  |
|                                      |                                 | Louis Joseph de Mailly, Marchese of Nesle                  | …                                               |  |  |       |  |  |                                   |  |  |                                                     |  |
|                                      |                                 | Louis Joseph de Mailly, Marchese of Nesle                  | …                                               |  |  |       |  |  |                                   |  |  |                                                     |  |
|                                      |                                 | Louis Joseph de Mailly, Marchese of Nesle                  | …                                               |  |  |       |  |  |                                   |  |  |                                                     |  |
| Marie Adélaïde Julie de Mailly       |                                 | Louis Joseph de Mailly, Marchese of Nesle                  |                                                 |  |  |       |  |  |                                   |  |  |                                                     |  |
|                                      |                                 | Adélaïde Julie d'Hautefort                                 | …                                               |  |  |       |  |  |                                   |  |  |                                                     |  |
|                                      |                                 | Adélaïde Julie d'Hautefort                                 | …                                               |  |  |       |  |  |                                   |  |  |                                                     |  |
|                                      |                                 | Adélaïde Julie d'Hautefort                                 | …                                               |  |  |       |  |  |                                   |  |  |                                                     |  |
|                                      |                                 | Adélaïde Julie d'Hautefort                                 |                                                 |  |  |       |  |  |                                   |  |  |                                                     |  |